# Vasili Pogrebán
Vasili Vladímirovich Pogrebán –en ruso, Василий Владимирович Погребан– (Grigoriopol, URSS, 1989) es un deportista ruso que compite en piragüismo en la modalidad de aguas tranquilas.
Ganó tres medallas en el Campeonato Mundial de Piragüismo entre los años 2011 y 2019, y tres medallas de plata en el Campeonato Europeo de Piragüismo entre los años 2011 y 2018. En los Juegos Europeos de Bakú 2015 consiguió una medalla de plata en la prueba de K4 1000 m. 

## Palmarés internacional
| Campeonato Mundial | Campeonato Mundial   | Campeonato Mundial | Campeonato Mundial |
| Año                | Lugar                | Medalla            | Competición        |
| ------------------ | -------------------- | ------------------ | ------------------ |
| 2011               | Szeged (Hungría)     | Medalla de bronce  | K2 1000 m          |
| 2013               | Duisburgo (Alemania) | Medalla de oro     | K4 1000 m          |
| 2019               | Szeged (Hungría)     | Medalla de plata   | K4 1000 m          |
| Juegos Europeos    |                      |                    |                    |
| Año                | Lugar                | Medalla            | Competición        |
| 2015               | Bakú (Azerbaiyán)    | Medalla de plata   | K4 1000 m          |
| Campeonato Europeo |                      |                    |                    |
| Año                | Lugar                | Medalla            | Competición        |
| 2011               | Belgrado (Serbia)    | Medalla de plata   | K2 1000 m          |
| 2016               | Moscú (Rusia)        | Medalla de plata   | K4 1000 m          |
| 2018               | Belgrado (Serbia)    | Medalla de plata   | K2 500 m           |